# Lijst van producties van Het Geluidshuis
Dit is een lijst van producties van Het Geluidshuis, een Belgisch audioproductiehuis, voornamelijk bestaande uit hoorspelen, podcasts en audiogidsen. Reclamespots en -jingles worden niet opgenomen in deze lijst. 

## Reeksen

### Heerlijke Hoorspelen / Aventures Sonores
| Nr. | Naam                                         | Datum         | Gebaseerd op                                               | Stemmen |
| --- | -------------------------------------------- | ------------- | ---------------------------------------------------------- | --- |
| 0   | De Keizer, het Keukenmeisje en de Nachtegaal | april 2005    | De Chinese nachtegaal van Hans Christian Andersen          | Warre Borgmans, Tom Van Dyck, Günther Lesage, Gène Bervoets, Stijn Cole, Manou Kersting, David Dermez, Koen De Graeve, Aagje Dom, Alexander Mertens, Fred Van Kuyk en Wanda Joosten |
| 1   | De Nachtegaal                                | oktober 2007  | De Chinese nachtegaal van Hans Christian Andersen          | Nederlands: Warre Borgmans, Tom Van Dyck, Günther Lesage, Gène Bervoets, Stijn Cole, Manou Kersting, David Dermez, Koen De Graeve, Aagje Dom, Alexander Mertens, Fred Van Kuyk en Wanda Joosten |
| 1   | Le Rossignol                                 | oktober 2012  | De Chinese nachtegaal van Hans Christian Andersen          | Frans: Cécile de France, Christian Hecq, Guillaume Gallienne, Cécilia Cara, Laurent Soffiati, Stéphan Wojtowicz, Frédéric Etherlinck, Arthur Jugnot, Nicolas Guillot, Grégoire Monsaingeon, Rudy Galiffi en Lily Dupont |
| 2   | De Wilde Zwanen                              | oktober 2007  | De wilde zwanen van Hans Christian Andersen                | Nederlands: Warre Borgmans, Geert Van Rampelberg, Amaryllis Uitterlinden, Tom Van Dyck, Frank Focketyn, Sien Eggers, Tania Van der Sanden, Camilia Blereau, Tom Dewispelaere, David Dermez, Stijn Cole, Govert Deploige, Annet Malherbe, Vic De Wachter, Katelijne Verbeke, Mark Uytterhoeven en Peter Van de Veire                                                 |
| 2   | Les Cygnes Sauvages                          | oktober 2013  | De wilde zwanen van Hans Christian Andersen                | Frans: Cécile de France, Camélia Jordana, Nicolas Guillot, Charlie Dupont, Francois Vincentelli, Arthur Jugnot, Renaud Rutten, Tania Garbarski, Grégoire Monsaingeon, Michel Bompoil, Damien Gillard, Virginie Hocq, Odile Matthieu, Laurence Bibot, Stéphan Wojtowicz en Sylvain Goldberg                                                                          |
| 3   | De Mestkever                                 | november 2008 | De mestkever van Hans Christian Andersen                   | Warre Borgmans, Stany Crets, Gène Bervoets, Veerle Dobbelaere, Tine Embrechts, Ini Massez, Herbert Flack, Carry Goossens, Koen De Graeve, Bruno Vanden Broecke, Wim Helsen en Quintis Ristie |
| 4   | De Vlo en de Professor                       | oktober 2009  | De vlo en de professor van Hans Christian Andersen         | Warre Borgmans, Tom Dewispelaere, Koen De Graeve, Tom Van Dyck, Maaike Cafmeyer, Els Dottermans, Wim T. Schippers, Tiny Bertels, Nele Goossens, Sara Vertongen, Eva Van der Gucht, Koen Wauters en Kris Wauters |
| 5   | De Reisgenoot                                | oktober 2010  | De reiskameraad van Hans Christian Andersen                | Warre Borgmans, Nico Sturm, Peter Van den Eede, Koen De Bouw, Koen De Graeve, Johan Heldenbergh, Tine Reymer, Koen Van Impe, Viviane De Muynck, Michiel Romeyn, Gène Bervoets, Tom Barman, Jan Becaus en Erik Van Looy |
| 6   | De Bremer Stadsmuzikanten                    | oktober 2010  | De Bremer stadsmuzikanten van de gebroeders Grimm          | Warre Borgmans, Nathalie Meskens, Koen De Graeve, Pieter Embrechts, Jenne Decleir, Gène Bervoets, Bruno Vanden Broecke, David Dermez, Peter Van den Eede, Ini Massez, Vic De Wachter, Hans Van Cauwenberghe, Helmut Lotti, Jean Blaute, Sylvia Vandriessche en Linda De Win                                                                                         |
| 7   | De Zevenmijlslaarzen                         | oktober 2011  | Klein Duimpje van Charles Perrault                         | Warre Borgmans, Mathias Sercu, Dimitri Leue, Gène Bervoets, Kristine Van Pellicom, An Miller, Koen De Graeve, Stijn Cole, Koen Van Impe, Manou Kersting, Robbe Moortgat, Luis Oscar Santos, Astrid Maes, Jules de Preter, Helena de Preter, Walter Van Steenbrugge en Will Tura                                                                                     |
| 8   | De Gouden Vogel                              | oktober 2013  | De gouden vogel van de gebroeders Grimm                    | Warre Borgmans, Jeroen Van Dyck, Bart De Pauw, Adriaan Van den Hoof, Dirk Van Dijck, Lotte Heijtenis, Robby Cleiren, Geert Van Rampelberg, Koen Van Impe, Karlijn Sileghem, Isabelle Van Hecke, Luk D'Heu, Koen De Graeve, Bruno Vanden Broecke, Tom Van Dyck, Barbara Sarafian, Jos Verbist, Jan Schepens, Herman De Croo en Ann Van den Broeck                    |
| 9   | Het Meisje met de Gouden Glimlach            | maart 2014    | De gouden vogel van de gebroeders Grimm                    | Warre Borgmans, Jeroen Van Dyck, Bart De Pauw, Lotte Heijtenis, Barbara Sarafian, Jos Verbist, Gène Bervoets, Dirk Van Dijck, Robby Cleiren, Geert Van Rampelberg, Koen Van Impe, Karlijn Sileghem, Koen De Graeve, Bruno Vanden Broecke, Tom Van Dyck, Guy Mortier, Walter Grootaers, Frank Deboosere en Amaryllis Uitterlinden                                    |
| 10  | De Zevende Dienaar                           | oktober 2014  | De zes dienaren van de gebroeders Grimm                    | Warre Borgmans, Mathijs Scheepers, Katelijne Verbeke, Tom Dewispelaere, Reza Moeyersons, Ben Segers, Inge Paulussen, Stijn Van Opstal, Stefaan Degand, Koen De Graeve, Gène Bervoets, Koen Van Impe, Rik Verheye, Stijn Cole, Axel Daeseleire, Lieven Scheire en Luc Janssen                                                                                        |
| 11  | De Storm                                     | oktober 2015  | De storm van William Shakespeare                           | Warre Borgmans, Steven Van Herreweghe, Gène Bervoets, Evelien Bosmans, Lukas De Wolf, Mathias Sercu, Koen De Graeve, Günther Lesage, Hilde De Baerdemaeker, Tom Audenaert, Tuur De Weert, Reinhilde Decleir, Bart Cannaerts, Flip Kowlier en Garry Hagger |
| 12  | De Wereld Rond in 80 Dagen                   | oktober 2016  | De reis om de wereld in tachtig dagen van Jules Verne      | Warre Borgmans, Geert Van Rampelberg, Bruno Vanden Broecke, Charlotte Vandermeersch, Gène Bervoets, Koen Van Impe, Koen De Graeve, Robby Cleiren, Fred Van Kuyk, Jonas Vermeulen, Flynn Waem, Boris Van Severen, Robbert Vervloet, Liesa Naert, Tom Van Dyck, Tom Lenaerts, Philippe Geubels en Gunter Lamoot                                                       |
| 13  | De Rattenvanger                              | oktober 2017  | De rattenvanger van Hamelen van de gebroeders Grimm        | Warre Borgmans, Wim Opbrouck, Ella Leyers, Arthur Hermans, Ruth Beeckmans, Roy Aernouts, Sarah Vandeursen, Gène Bervoets, Peter Van den Begin, Stany Crets, Koen De Graeve, Mark Verstraete, Alejandra Theus, Eva Binon en Oskar Cleiren |
| 14  | Reinaert De Vos                              | oktober 2018  | Van den vos Reynaerde van Willem die Madocke maecte        | Warre Borgmans, Wouter Hendrickx, Filip Peeters, Liesa Van der Aa, Joke De Bruyn, Koen De Graeve, Gène Bervoets, Herbert Flack, Mieke De Groote, Barbara Sarafian, Günther Lesage, Lenny Hendrickx, Luc Nuyens, Jan Bergs, Joppe Haegebaert - Cannoodt, Pepijn Haegebaert - Cannoodt, Sterre Haegebaert - Cannoodt, Stan Van Samang, Ronny Mosuse en Birgit Van Mol |
| 15  | Koning Odysseus                              | oktober 2019  | De Odyssee van Homerus                                     | Warre Borgmans, Koen De Graeve, Evelien Bosmans, Robby Cleiren, Günther Lesage, Tiny Bertels, Gène Bervoets, Bruno Vanden Broecke, Geert van Rampelberg, Stijn Van Opstal, Steven Van Herreweghe, Jonas Vermeulen, Tom Audenaert, Ruth Becquart, Veerle Baetens, Frank Mercelis, Esther Lybeert en Isolde Lasoen                                                    |
| 16  | Dracula                                      | oktober 2020  | Dracula van Bram Stoker                                    | Warre Borgmans, Lucas Van den Eynde, Bart Hollanders, Marie Vinck, Ariane Van Vliet, Charlotte De Bruyne, Michaël Pas, Guga Baúl, Koen De Graeve, Gène Bervoets, Günther Lesage, Dempsey Hendrickx en Jorunn Bauweraerts, Annelies Brosens en Nathalie Delcroix |
| 17  | Drie Biggen en een Wolf                      | oktober 2021  | De wolf en de drie biggetjes van James Halliwell-Phillipps | Warre Borgmans, Tom Dewispelaere, David Dermez, Wim Willaert, Rik Verheye, Günther Lesage, Karlijn Sileghem, Tom Van Dyck, Tiny Bertels, Emilie De Roo, Gène Bervoets, Koen De Graeve, Peter Seynaeve, Bill Dewispelaere, Jerom Sturm, Esther Lybeert, Jeroen Meus en Francesca Vanthielen                                                                          |
| 18  | Het Zwaard in de Steen                       | juni 2022     | Le Morte d'Arthur van Thomas Malory                        | Warre Borgmans, Jonas Vermeulen, Robbert Vervloet, Jennifer Heylen, Vic De Wachter, Herwig Ilegems, Dirk Roofthooft, Clara Cleymans, Ini Massez, Koen De Graeve, Gène Bervoets, Bruno Vanden Broecke, Raf Walschaerts, Guga Baúl en Frank Vander Linden |
| 19  | De Haan Kantekleer                           | mei 2023      | The Canterbury Tales van Geoffrey Chaucer                  | Warre Borgmans, Geert Van Rampelberg, Sanne Samina Hanssen, Gene Bervoets, Els Dottermans, Koen De Graeve, Stany Crets, Wim Opbrouck, Jan Decleir, Tom Vermeir, Camilia Blereau, Manou Kersting, Koen Brandt, Bram Coumans, Ann Desmet, Janne Desmet en Hilde Van haesendonck                                                                                       |
| 20  | Pinokkio                                     | oktober 2024  | Pinokkio van Carlo Collodi                                 | Warre Borgmans, Bob De Moor, Gene Bervoets, Tine Embrechts, Jeff Bronder, Pieterjan Marchand, Koen De Graeve, Lynn Van Royen, Sien Eggers, Tom Van Dyck, Alex Agnew en Els Dottermans |

### Er-Waren-Eensjes
| Nr. | Naam        | Datum        | Gebaseerd op                        | Stemmen |
| --- | ----------- | ------------ | ----------------------------------- | --- |
| 1   | Sneeuwwitje | mei 2021     | Sneeuwwitje van de gebroeders Grimm | Warre Borgmans, Joke Emmers, Bart Hollanders, Gène Bervoets, Katelijne Verbeke, Koen Brandt en Koen Van Deun                           |
| 2   | Roodkapje   | oktober 2022 | Roodkapje van de gebroeders Grimm   | Warre Borgmans, Daphne Wellens, Camilia Blereau, Lukas Lelie, Gène Bervoets, Robrecht Vanden Thoren, Uma Vandemaele en Marijke Guetens |
| 3   | Doornroosje | oktober 2022 | Doornroosje van gebroeders Grimm    | Warre Borgmans, Bill Dewispelaere, Sven De Ridder, Janne Desmet, Isabelle Van Hecke, Ilse de Koe, Tom Dewispelaere en Martine Tanghe   |
| 4   | Assepoester | maart 2024   | Assepoester van Charles Perrault    | Warre Borgmans, Emma Bale, Lander Severins, Marjan De Schutter, Lize Feryn, Manou Kersting en Vincent Valckx                           |

### Kabouter Korsakov
| Nr. | Naam                               | Datum          | Stemmen |
| --- | ---------------------------------- | -------------- | --- |
| 1   | Kabouter Korsakov                  | juni 2015      | Ini Massez, Jan Bijvoet, David Dermez, Ben Segers, Tine Embrechts, Robby Cleiren, Leen Renders, Sarah Vangeel, Nico Sturm, Pieter Embrechts, Els Dottermans, Elisabeth Vinken, Gabriëla Vinken en Alexandra Vinken |
| 2   | Kabouter Korsakov in de metro      | juni 2015      | Ini Massez, Jan Bijvoet, David Dermez, Manou Kersting, Pieter Embrechts, Emilio Santos, Els Dottermans, Elisabeth Vinken, Gabriëla Vinken en Alexandra Vinken                                                      |
| 3   | Kabouter Korsakov in de opera      | september 2015 | Ini Massez, Jan Bijvoet, David Dermez, Robby Cleiren, Tine Embrechts, Pieter Embrechts, Esther Lybeert, Elisabeth Vinken, Gabriëla Vinken en Alexandra Vinken                                                      |
| 4   | Kabouter Korsakov in de puree      | november 2016  | Ini Massez, Jan Bijvoet, David Dermez, Lucas Van den Eynde, Bruno Vanden Broecke, Nico Sturm, Geert Van Rampelberg, Leen Renders, Elisabeth Vinken, Gabriëla Vinken en Alexandra Vinken                            |
| 5   | Kabouter Korsakov in het kippenhok | maart 2017     | Ini Massez, Jan Bijvoet, David Dermez, Tine Embrechts, Els Dottermans, Nele Goossens, Bruno Vanden Broecke, Ludo Hoogmartens, Lucas Van den Eynde, Elisabeth Vinken, Gabriëla Vinken en Alexandra Vinken           |
| 6   | Kabouter Korsakov viert feest!     | oktober 2017   | Ini Massez, Jan Bijvoet, David Dermez, Ruth Beeckmans, Vic De Wachter, Nico Sturm, Robby Cleiren, Leen Renders, Elisabeth Vinken, Gabriëla Vinken en Alexandra Vinken                                              |

### Piep Fladdermuis
| Nr. | Naam                                     | Datum        | Stemmen |
| --- | ---------------------------------------- | ------------ | --- |
| 1   | Piep Fladdermuis en het Drasmoeras       | april 2022   | Dominique Van Malder, Evelien Bosmans, Tine Embrechts, Tania Van der Sanden, Tom Vermeir en Lien De Graeve         |
| 2   | Piep Fladdermuis en het Hart van de Yeti | oktober 2023 | Dominique Van Malder, Evelien Bosmans, Liesa Van der Aa, Wim Willaert, Noémie Wolfs, Tom Vermeir en Lien De Graeve |

### Audiofilms
| Nr. | Naam                                           | Datum         | Gebaseerd op                                                   | Stemmen |
| --- | ---------------------------------------------- | ------------- | -------------------------------------------------------------- | --- |
| 1   | Mieke Maaike's Obscene Kapsalon                | augustus 2011 | Mieke Maaike's obscene jeugd van Louis Paul Boon               | An Miller, Tom Van Dyck, Hans Van Cauwenberghe, Esther Lybeert, Stijn Cole, Ruth Becquart en Geert Van Rampelberg |
| 2   | Zes Grimmige Sprookjes voor Verdorven Kinderen | augustus 2011 | Grimmige sprookjes voor verdorven kinderen van Louis Paul Boon | Tom Van Dyck, Koen De Graeve, Pascale Platel, An Miller, Tania Van der Sanden en Tine Van Den Wijngaert |
| 3   | Drie Verhalen uit Groener Gras                 | augustus 2011 | Groener gras van Annelies Verbeke                              | Peter Van den Eede, Sara Deroo, Eva Schram, Geert Van Rampelberg, Marc Van Eeghem, Lola Baert, Manou Kersting, Bruno Vanden Broecke, Camilia Blereau, Jeroen Meus, Kurt Van Eeghem, Andrea Croonenberghs, Nele Bauwens, Wouter Hendrickx, Marianne Devriese, Stijn Cole, Koen Van Impe, Miel Gielen en Pepijn Caudron |
| 4   | Op Reis in het Scriptorium                     | augustus 2011 | Op reis in het scriptorium van Paul Auster                     | Dirk Van Dijck, Geert Van Rampelberg, Katelijne Damen, Chiel Van Berkel, Gène Bervoets, Adriaan Van den Hoof, Johan Van Assche, Pepijn Caudron, Arno Van Mechelen en Els Dottermans |
| 5   | Het Derde Huwelijk                             | augustus 2011 | Het derde huwelijk van Tom Lanoye                              | Frank Focketyn, Robby Cleiren, Chika Unigwe, Katelijne Damen, Frank Vercruyssen, Axel Daeseleire, Paul Wuyts, Marc Van Eeghem, Uwamungu Cornelis, Ali Wauters, Mostafa Benkerroum en Stijn Cole |
| 6   | Het Jaar van de Kreeft                         | augustus 2011 | Het jaar van de Kreeft van Hugo Claus                          | Tom Dewispelaere, Abke Haring, Stefan Perceval, Anna De Graeve, Bas Teeken, Wouter Hendrickx, Isabelle Van Hecke, Gilda De Bal, Katelijne Verbeke, Katelijne Damen, Alice Reys, Han Kerckhoffs, Stef De Paepe en Ariane Van Vliet                                                                                     |

### Speciallekes
| Nr. | Naam                       | Datum          | Gebaseerd op                            | In samenwerking met     | Stemmen |
| --- | -------------------------- | -------------- | --------------------------------------- | ----------------------- | --- |
| 1   | De Bokrokker               | juni 2016      | /                                       | Bokrijk                 | Lucas Van den Eynde, Stefaan Degand, Tom Audenaert, Koen Van Impe, Bart Cannaerts, Robby Cleiren, Bert Haelvoet, Tiny Bertels, Ludo Hoogmartens en Vic De Wachter |
| 2   | Johanna en het Gravensteen | mei 2019       | /                                       | Historische Huizen Gent | Charlotte Vandermeersch, Jürgen Delnaet, Tom Ternest, Johan Heldenbergh, Vic De Wachter, Bert Huysentruyt, Koen De Graeve, Mathias Sercu, Els Dottermans en Nico Sturm |
| 3   | Het Geval Galileo          | maart 2021     | /                                       | Hujo deMens.nu          | Tom Vermeir, Ingrid De Vos, Jeroen Van Dyck, Ella Leyers, Koen De Sutter, Koen Van Impe, Mathias Sercu, Rik Verheye, Günther Lesage, David Dermez en Lien De Graeve |
| 4   | De Hoop                    | september 2021 | Op hoop van zegen van Herman Heijermans | Tutti Fratelli          | Ann De Pooter, Anna Schoonbroodt, Brenda Schoonbroodt, Chantal Boels, Christine De Clerck, Dirk Rypens, Hilde Boogaerts, Hilde Huygens, Katty Van Beeck, Marc Moens, Marijke Baum, Peggy Beaujean, Petra Van Hoye, Riccardo Federico, Sainbayar Khishigbayar, Steven Laenen, Kristel Meyskens en Lindsey Van Roy                |
| 5   | Fromage                    | september 2022 | /                                       | RSC Anderlecht          | Nederlands: Lucas Van den Eynde, Nabil Mallat, Jennifer Heylen, Zwangere Guy, Els Dottermans, Jan Mulder, David Dermez, Ikram Aoulad, Danira Boukhriss, Serine Ayari, Geert Van Rampelberg, Mathias Sercu, Wouter Hendrickx, Otto-Jan Ham, Bart Cannaerts, Filip Peeters, Katelijne Verbeke, Youri Tielemans en Vincent Kompany |
| 5   | Fromage                    | september 2022 | /                                       | RSC Anderlecht          | Frans: Jean-Paul Clerbois, Mourade Zeguendi, Jennifer Heylen, Roland Bindi, Marcha Van Boven, Philippe Allard, Aïssatou Diop, Serine Ayari, Damien Gillard, Damien De Dobbeleer, Erico Salamone, Olivier Massart, Filip Peeters, Bach-Lan Lê-Bá, Youri Tielemans en Vincent Kompany                                             |

### De Mafste Mooiste Liedjes
| Nr. | Naam                            | Datum         | Opmerking |
| --- | ------------------------------- | ------------- | --- |
| 1   | De Mafste Mooiste Liedjes       | oktober 2009  | Compilatie van liedjes uit De Nachtegaal, De Wilde Zwanen, De Mestkever en De Vlo en de Professor                                               |
| 2   | De Mafste Mooiste Liedjes 2     | juni 2014     | Compilatie van liedjes uit De Reisgenoot, De Bremer Stadsmuzikanten, De Zevenmijlslaarzen, De Gouden Vogel en Het Meisje met de Gouden Glimlach |
| 3   | De Mafste Mooiste Liedjes 3     | maart 2018    | Compilatie van liedjes uit De Zevende Dienaar, De Storm, De Wereld Rond in 80 Dagen en De Rattenvanger                                          |
| 4   | De Mafste Mooiste Liedjes 4     | augustus 2023 | Compilatie van liedjes uit Reinaert De Vos, Koning Odysseus, Dracula, Drie Biggen en een Wolf en Het Zwaard in de Steen                         |
| 5   | De Mafste Mooiste Liedjes Bonus | augustus 2023 | Compilatie van de ontbrekende liedjes van de eerste drie delen                                                                                  |
| 6   | Zing Mee Met Kabouter Korsakov  | augustus 2023 | Compilatie van liedjes uit de reeks Kabouter Korsakov                                                                                           |

## Buiten reeksen

### Hoorspelen
| Nr. | Naam                                                | Datum                                    | Gebaseerd op                          | In samenwerking met                                           | Stemmen |
| --- | --------------------------------------------------- | ---------------------------------------- | ------------------------------------- | ------------------------------------------------------------- | --- |
| 1   | De stuivende stad                                   | december 2010                            | De stuivende stad van Peter Van Gucht | Standaard Uitgeverij                                          | België: Koen De Graeve, Govert Deploige, Amaryllis Uitterlinden, Sien Eggers, Koen Van Impe, Vic De Wachter, Gène Bervoets, Jakob Beks, Ludo Hellinx, Sara Vertongen, Nico Sturm, Stijn Cole, Axel Daeseleire, Freek Braeckman en Peter Van Gucht                                                                                         |
| 1   | De stuivende stad                                   | december 2010                            | De stuivende stad van Peter Van Gucht | Standaard Uitgeverij                                          | Nederland: Koen De Graeve, Lucien van Geffen, Yael van Rosmalen, Annet Malherbe, Rinie van den Elzen, Manou Kersting, Chiel van Berkel, Jakob Beks, Ludo Hellinx, Sara Vertongen, Nico Sturm, Stijn Cole, Axel Daeseleire, Freek Braeckman en Peter Van Gucht                                                                             |
| 2   | Café Cuba                                           | augustus-november 2014 (46 afleveringen) | /                                     | Radio 2 en In Flanders Fields Museum                          | Herbert Flack, Stef Aerts, Bert Huysentruyt, Gène Bervoets, Mathias Sercu, Ruth Bastiaensen, Jonas Vermeulen, Liesa Naert, Natali Broods, Sara Vertongen, Katelijne Verbeke, Koen Van Impe, Tom Dewispelaere, Nico Sturm, Benoît Grimmiaux, Erico Salamone, Stany Crets, Stijn Cole, Xander Peeters, Johan De Paepe en Pieter-Jan De Smet |
| 3   | Margareta's Buren                                   | mei 2018 (9 afleveringen)                | /                                     | Hof van Busleyden                                             | Warre Borgmans, Geert Van Rampelberg, Bruno Vanden Broecke, Chiel Van Berkel, Eva Binon, Frans Van der Aa, Camilia Blereau, Clara Cleymans, Dempsey Hendrickx en Wouter Burssens |
| 4   | Brieven aan Bijou                                   | december 2018 (3 afleveringen)           | /                                     | Stad Antwerpen                                                | Bruno Vanden Broecke, Saïd Boumazoughe, Lynn Van Royen, Katelijne Verbeke, Ruth Beeckmans, Gène Bervoets, Koen Van Impe, Bram Coumans, Leen Renders en Amaryllis Uitterlinden |
| 5   | The Parable of Maister                              | februari 2021                            | /                                     | Maister                                                       | David Cann |
| 6   | De Officieel Onwaarschijnlijke Ronde van Vlaanderen | april 2021                               | /                                     | Sporza                                                        | Nederlands: Ruben Van Gucht, Renaat Schotte, Koen De Graeve, Jonathan Bockstael, Koen Brandt en Tom Van Dyck |
| 6   | The Officially Unbelievable Ronde van Vlaanderen    | april 2021                               | /                                     | Sporza                                                        | Engels: Rob Hatch, Matt Stephens, Koen De Graeve, Jonathan Bockstael, Koen Brandt en Tom Van Dyck |
| 7   | Dieric Dinges Bouts                                 | oktober 2023                             | Levensverhaal Dirk Bouts              | M Leuven                                                      | Warre Borgmans, Robby Cleiren, Ini Massez, Dirk Roofthooft, Vincent Byloo, Heidi Van Tielen, Steven Beersmans, Koen De Graeve, Jeroen Meus, Günther Lesage en Jelle Cleymans |
| 8   | HoeZoo                                              | april 2024                               | /                                     | NieuwsWijsNeuzen, Universiteit Antwerpen, Odisee en Mediawijs | Nico Sturm, Pieter Embrechts, Els Dottermans, Lynn Van Royen, Ini Massez en Lander Severins |
| 9   | Wie is Warme William?                               | mei 2024                                 | /                                     | Nunam en Warme William                                        | Ini Massez, Janne Desmet, Steve Geerts, Jelle Cleymans en Zouzou Ben Chikha |
| 10  | Leysa van Grobbendonk                               | oktober 2024                             | /                                     | Gemeente Grobbendonk en Toerisme Kempen                       | Koen De Bouw, Evelien Bosmans, Lander Severins, Tom Van Dyck, Stany Crets, Bartel Van Riet en Frans Van Hool |

### Fenomenaal geluidsmateriaal
| Nr. | Naam                                           | Datum          | Opmerking                                                          |
| --- | ---------------------------------------------- | -------------- | ------------------------------------------------------------------ |
| 1   | Fenomenaal Geluidsmateriaal                    | september 2016 | Compilatie van geluidsfragmenten uit de reeks Heerlijke Hoorspelen |
| 2   | Fenomenaal Geluidsmateriaal: Kabouter Korsakov | september 2016 | Compilatie van geluidsfragmenten uit de reeks Kabouter Korsakov    |

### Podcasts
| Nr. | Naam                     | Datum                                     | In samenwerking met           | Stemmen |
| --- | ------------------------ | ----------------------------------------- | ----------------------------- | --- |
| 1   | Wetenschapje             | april 2020-januari 2024 (34 afleveringen) | /                             | Leen Renders, Bram Coumans, Sam Poppe, Hans Van Dyck, Sabine Hagedoren, Frank De Winne, Jill Peeters, Lieven Scheire, Dirk Draulans, Vic De Wachter, Jonathan Berthe, Koen Stein, Steven Van Gucht, Koen Vercauteren, Tom Dewispelaere, Katrien Menten, Céline De Caluwe, Jona De Leye, Dominique Vandijck, Thomas Hertog, Rik Vosters, Hans Bruyninckx, Kristof Van Stichelen, Marjolein Vanoppen, Johan Driesen, Johan Verbraecken, Koen Brandt, Marijke Guetens, Hilde Crevits, Caroline Landsheere, Dries Braeken, Britt Van Aelst, Tom Cantillon, Sara Thooft, Danny Eeckhautte, Jonas Vandenbruaene, Esther Hendrickx, Jo Brouns, Anne Uyttebroeck, Trui Vercruysse, Anne Rochtus, Jos Vinckx, Ilja Ocket, Isra Deblauwe, Koen Es en Steven Latré |
| 2   | Mijn Verhaal             | mei 2020-november 2021 (8 afleveringen)   | Libelle                       | Karen Hellemans |
| 3   | MuseumKriebels           | februari 2021 (5 afleveringen)            | Gezinsbond                    | Liesa Naert en Sebastien Dewaele |
| 4   | Onderons                 | juni-augustus 2021 (6 afleveringen)       | Joetz                         | Anne-Laure Vandeputte, Matteo Simoni, Klaar Hammenecker, Bas Van den Breen, Mona Waybaillie, Camu Selfslagh, Younes Bouchery Amyay en Lucia Van Hoorebeke |
| 5   | Tournée Amicale          | oktober-november 2021 (6 afleveringen)    | Joetz                         | Linde Merckpoel, Mo Dewaele, Floor Denil, Johannes Hermans, Sam Carton, Amber Declercq, Helena Lambrecht, Senne Misplon, Ferre Noyez, Amir Bachrouri en Kato Marynissen |
| 6   | De Fantaseerspelen       | oktober 2020 (4 afleveringen)             | Ketnet                        | Dempsey Hendrickx, Koen Van Impe en Liesa Van der Aa |
| 7   | Parallel                 | januari 2022 (5 afleveringen)             | Radio 1                       | Carl Dircksens, Sara Vertongen, Walter Grootaers, Koen De Sutter, Esther Lybeert, Kadèr Gürbüz, Ingrid De Vos, Bob De Moor, Günther Lesage, Stijn Cole, Bram Coumans, Stef De Paepe, André Vermeulen, Reinhilde Decleir, Max-Lena Vanden Eynde, Joshua Rubin, Davis Freeman, Frank Raes, Isabelle Van Hecke, Friedl' Lesage, Koen Van Deun, Kat'arina Martynowski, Ann Desmet, Bert Haelvoet, Sofie Decleir, Katelijne Verbeke, Els Leys, Saïd Boumazoughe, Alex Agnew, Patrick Janssens, Julian Porter Gonzales en Emilio Gonzales |
| 8   | Rebelle tussen de lakens | april-juni 2022 (5 afleveringen)          | Rebelle                       | Kirsten Lemaire, Rebecca Verhofstede, Astrid De Vos, Latifa El Kaddouri, Rani Smismans, Anke Roels, Vanessa Muyldermans, Uwe Porters, Ellen Janssen, Virginie Colpaert, Shana Mertens, Els Lambrecht en Sylvie Aendekerk |
| 9   | De Gifmenger             | oktober 2022 (4 afleveringen)             | Radio 1                       | Stefaan Anrys, Tom Vermeir, Peter De Paepe, Diederik Van Sassenbroeck, Mario Bulckaert, Marcel De Cleene, Marc de Bel, Jan Tytgat, Jorge Gomez, Sabine Van Damme, Monique Baetens, Griet Gabriëls, Jan Saevels, Annick Meulebroeck, Gert Laekeman, Koen Brandt en Ann Desmet |
| 10  | Batavia                  | oktober-december 2023 (12 afleveringen)   | Humo, Algemeen Dagblad en VAF | Jan Decleir, Raymond Thiry, Robby Cleiren, Jonas Vermeulen, Teun Luijkx, Bart Hollanders, Gordon Wilson, Suzanne Grotenhuis, Stefan Sattler, Joke Emmers, Martin Schwab, Annika Serong, Bram Graafland, Chiel van Berkel, Steven Beersmans en Bram Verrecas |

### Audiogidsen
| Nr. | Naam                                                              | In samenwerking met                             | Stemmen |
| --- | ----------------------------------------------------------------- | ----------------------------------------------- | --- |
| 1   | Aquarium                                                          | ZOO Antwerpen                                   | Koen De Graeve, Tine Embrechts, Sara Vertongen, Bruno Vanden Broecke, Koen Van Impe, Günther Lesage, Eugénie Vertongen en Georgette Verhulst                                                                         |
| 2   | De Muizentoer                                                     | Kasteel van Gaasbeek                            | Vic De Wachter, Nico Sturm, Ini Massez, Bruno Vanden Broecke, Günther Lesage, Sara Vertongen, Hilde Heijnen, Stijn Cole en Koen De Bouw                                                                              |
| 3   | De Gladiatoren                                                    | Gallo-Romeins Museum                            | Nederlands: Els Dottermans, Wouter Hendrickx, Vic De Wachter, Koen De Graeve, Ruth Bastiaensen en Jules Van Opstal                                                                                                   |
| 3   | De Gladiatoren                                                    | Gallo-Romeins Museum                            | Frans: Colette Sodoyez, Marc Weiss, Philippe Résimont, Olivier Massart en Marie Van Ermengem |
| 4   | In de Ban van de Tijd                                             | Historische Huizen Gent                         | Nederlands: Sven Speybrouck en Maarten Van Dyck |
| 4   | In de Ban van de Tijd                                             | Historische Huizen Gent                         | Frans: Eric De Staercke |
| 4   | In de Ban van de Tijd                                             | Historische Huizen Gent                         | Engels: Mark Irons |
| 5   | De Gestolen Bruegel                                               | Kasteel van Gaasbeek                            | Warre Borgmans, Nico Sturm en Liesa Naert |
| 6   | De Magische Smidse                                                | Bokrijk                                         | Nederlands: Peter Van den Eede, Tine Embrechts en Manou Kersting |
| 6   | De Magische Smidse                                                | Bokrijk                                         | Frans: Damien Gillard, Olivier Massart en Tania Garbarski |
| 6   | De Magische Smidse                                                | Bokrijk                                         | Duits: Stefan Sattler, Heike Kossmann en Filip Peeters |
| 6   | De Magische Smidse                                                | Bokrijk                                         | Engels: Mark Irons, Janet Wishnetsky en Manou Kersting |
| 7   | Heeren, vertrekt! In de Kop van de Koers                          | Historische Huizen Gent                         | Nederlands: Ward Bogaert, Roger Decock, Yvan Vanmol, Mieke De Groote, Ruth Bastiaensen en Louis Vervaeke |
| 7   | Heeren, vertrekt! In de Kop van de Koers                          | Historische Huizen Gent                         | Frans: Eric De Staercke, Alexander Von Sivers, Thierry De Coster, Corinne Poulidor, Astrid Collinge en Raphaël Charlier                                                                                              |
| 7   | Heeren, vertrekt! In de Kop van de Koers                          | Historische Huizen Gent                         | Engels: Mark Irons, Tim Myers, Richard Wells, Cathy Smith, Tess Bryant en Joshua Rubin |
| 8   | Kapitein Panekazak en de Mercator                                 | Toerisme Oostende                               | Tom Vermeir, Günther Lesage, Anemone Valcke, Wim Willaert en Sebastien Dewaele |
| 9   | Chocolate Nation                                                  | Chocolate Nation                                | Nederlands: Nico Sturm |
| 9   | Chocolate Nation                                                  | Chocolate Nation                                | Frans: Philippe Résimont |
| 9   | Chocolate Nation                                                  | Chocolate Nation                                | Engels: Richard Wells |
| 9   | Chocolate Nation                                                  | Chocolate Nation                                | Spaans: Jaïro Alvarez Garcia |
| 9   | Chocolate Nation                                                  | Chocolate Nation                                | Duits: Stefan Sattler |
| 10  | Be My Guide                                                       | Museum voor Natuurwetenschappen                 | Tine Embrechts, Dorien Schouppe, Koen Stein, Kody, Morgane Vandervelden en Benjamin Dujardin |
| 11  | De Meest Fantastische Audioguide Ter Wereld                       | Jakob Smitsmuseum                               | Guy Mortier, Fernand Van Gompel en Willy Thijs |
| 12  | De Geestendetector                                                | Jenevermuseum                                   | Nederlands: Matteo Simoni, Robrecht Vanden Thoren, Ludo Hoogmartens, Filip Peeters en An Miller |
| 12  | De Geestendetector                                                | Jenevermuseum                                   | Frans: Raphaël Charlier, Rachid Ben Bouchta, Thierry De Coster, Olivier Massart en Cecile van Grieken |
| 12  | De Geestendetector                                                | Jenevermuseum                                   | Engels: Mark Irons, Joshua Rubin, Davis Freeman, Chris Brooker en Tess Bryant |
| 12  | De Geestendetector                                                | Jenevermuseum                                   | Duits: Stefan Sattler, Korneel Hamers, Lucas De Wolf, Filip Peeters en Katrin Lohmann |
| 13  | Uitbundig Verleden                                                | Hof van Busleyden                               | Linde Merckpoel, David Dermez, Robby Cleiren en Marjan De Schutter |
| 14  | De wonderlijke wandeling. Met Ghislaine, de oudste gids van Gent. | Arteveldehogeschool en Stad Gent                | Katelijne Verbeke en Philip Maes |
| 15  | De Beeldenstorm                                                   | Koninklijk Museum voor Schone Kunsten Antwerpen | Tom Van Dyck, Alice Reijs, Chiel van Berkel, Lukas De Wolf, Jan Decleir, Gene Bervoets, Friedl' Lesage, Sebastien Dewaele, Katelijne Verbeke, Anne-Laure Vandeputte, Lola Van Dyck, Bill Dewispelaere en Jerom Sturm |
| 16  | Het Geheim van Hugo                                               | Museum Sint-Janshospitaal                       | Wim Willaert, Ann Tuts, Liesa Naert, Sébastien Dewaele, Tom Vermeir, Isabelle Van Hecke, Koen Brandt, Marijke Guetens, Bram Coumans, Olivier Marga en Katarina Martynowski                                           |
| 17  | Een waterwinstbeleving                                            | Vlaamse Instelling voor Technologisch Onderzoek | Oscar Willems, Sébastien Dewaele, Ruth Beeckmans en Abigail Abraham |
| 18  | Het monster van Puyenbroeck                                       | Puyenbroeck                                     | Tom Audenaert |
| 19  | Een gewilde vluchteling: Einstein en Red Star Line                | Red Star Line Museum                            | Jan Bijvoet, Katelijne Damen, Katrien De Ruysscher, Bruno Vanden Broecke, Cathy Smith, Joshua Rubin, Richard Wells en Claire King                                                                                    |
| 20  | Judith, een Karolingische prinses in Gent?                        | Historische Huizen Gent                         | Steven Vanderputten, Isabelle De Groote, Geert Vermeiren, Leen Renders, Colette Sodoyez en Katrina Sichel |